# Macrostomum ruebushi
Macrostomum ruebushi är en plattmaskart. Macrostomum ruebushi ingår i släktet Macrostomum och familjen Macrostomidae.

## Underarter
Arten delas in i följande underarter:
- M. r. kepneri
- M. r. ruebushi